# Bayerisches Musiker-Lexikon Online
Das Bayerische Musiker-Lexikon Online (BMLO) ist ein virtuelles Personenlexikon zur bayerischen Musikgeschichte, behandelt aber auch einen über die Musik und über die Grenzen Bayerns hinausreichenden Personenkreis. Es vereinigt Prosopographien zu einer Vielzahl von kulturwissenschaftlichen Einzelthemen und gehört mit etwa 28.000 Personendatensätzen (Stand 2014) zu den umfangreichsten biographischen Musiklexika weltweit. Das BMLO ist kostenlos und ohne Anmeldung benützbar.

## Entwicklungsgeschichte
Das BMLO wird seit 2004 mit Förderung der Deutschen Forschungsgemeinschaft DFG als Modellprojekt der musikwissenschaftlichen Lexikographie bearbeitet. In der gemeinsamen Trägerschaft der Universität München, der Bayerischen Staatsbibliothek und der Gesellschaft für Bayerische Musikgeschichte wird das unter Federführung des Münchner Musikhistorikers Josef Focht (* 1961) entwickelte Konzept des Brückenschlags zwischen der musikwissenschaftlichen und der bibliothekarischen Wissensversorgung deutlich. Das BMLO repräsentiert primär den Forschungsstand musikwissenschaftlicher Lexika und Standardwerke: durch bibliographische Nachweise, die Literaturversorgung mit Retrodigitalisaten (im Volltext oder Faksimile, soweit vorhanden und urheberrechtlich zulässig) und die Verlinkung auf wissenschaftliche Internetressourcen.
Eine individuelle Vertiefung aller Datensätze wird im kollaborativen Austausch mit Spezialisten (Institutionen und Forscher) angestrebt und ist ausdrücklich erwünscht.

## Bibliothekarische Angebote
Neben der seriellen Retrodigitalisierung von Standardwerken wie Johann Gottfried Walther: Musikalisches Lexikon 1732; Ernst Ludwig Gerber: Historisch-biographisches Lexikon der Tonkünstler in zwei Bänden (1790 und 1792) und Neues historisch-biographisches Lexikon der Tonkünstler in vier Bänden (1810, 1812, 1813 und 1814); Felix Joseph Lipowsky: Baierisches Musik-Lexikon 1811 in der Bayerischen Staatsbibliothek werden etwa 600 virtuelle Quellen integriert, die in Bibliotheken oder Forschungseinrichtungen bereits vorhanden sind, wie Robert Eitners Biographisch-bibliographisches Quellen-Lexikon 1900 in der französischen Gallica oder die Internet-Plattform MUGI Musik und Gender im Internet der Hochschule für Musik und Theater Hamburg. Hinzu kommen mehrere zehntausend individuelle Image- und Volltext-Digitalisate, die von der BMLO-Redaktion bereitgestellt werden.
Durch Verknüpfung mit der Gemeinsamen Normdatei (GND) bietet das BMLO zu jeder Person Bibliographien in mehreren wissenschaftlichen Bibliotheksverbünden, etwa dem Bibliotheksverbund Bayern oder der Deutschen Nationalbibliothek, die jederzeit auf den aktuell gültigen Datenbestand der angeschlossenen Bibliotheken zurückgreifen.

## Vernetzung
Die biographischen Daten des BMLO sind eingebunden in die Virtuelle Fachbibliothek Musikwissenschaft (ViFaMusik) und die Bayerische Landesbibliothek Online. Die bibliographischen Daten sämtlicher Quellen des BMLO sind in der Bibliographie des Musikschrifttums online nachgewiesen, der zentralen Fachbibliographie der deutschsprachigen Musikwissenschaft.

## Multimedia
Zahlreiche BMLO-Datensätze enthalten Abbildungen, Graphiken und Notenbeispiele. Soweit vorhanden und rechtlich zulässig werden auch Audio- und Video-Dateien eingebunden. Tabellarische Medien wie Werkverzeichnisse von Komponisten sind über interaktive Bedienungsoberflächen benutzbar.